# Olga Villi
Olga Villi, née le 20 janvier 1922 à Suzzara dans la province de Mantoue en Lombardie et morte le 12 août 1989 à Rapallo dans la province de Gênes en Ligurie, est une actrice italienne.

## Biographie
Olga Villi débute comme modèle au début des années 1940 puis devient actrice. Au cours de sa carrière, elle joue principalement pour le théâtre et obtient quelques rôles d'importance variable au cinéma et à la télévision. Elle interprète notamment en 1949 le personnage principal du film Yvonne la nuit de Giuseppe Amato. Elle est récompensée d'un Ruban d'argent de la meilleure actrice dans un second rôle en 1967 pour son rôle dans la comédie Ces messieurs dames (Signore e signori) de Pietro Germi.

## Filmographie

### Au cinéma
- 1943 : Arcobaleno de Giorgio Ferroni
- 1944 : Macario contre Fantômas (Macario contro Zagomar) de Giorgio Ferroni
- 1946 : Felicità perduta de Filippo Walter Ratti
- 1947 : Noël au camp 119 (Natale al campo 119) de Pietro Francisci
- 1948 : Cocaïne (Una lettera all'alba) de Giorgio Bianchi
- 1949 : Yvonne la nuit de Giuseppe Amato
- 1952 : Quatre roses rouges (Quattro rose rosse) de Nunzio Malasomma
- 1952 :  Totò et les femmes (Totò e le donne) de Steno et Mario Monicelli
- 1952 : Chansons du demi-siècle de Domenico Paolella
- 1955 : Adriana Lecouvreur de Guido Salvini
- 1966 : Les Ogresses (Le fate) d'Antonio Pietrangeli - sketch Fata Marta
- 1966 : Ces messieurs dames (Signore e signori) de Pietro Germi
- 1967 : Il fischio al naso de Ugo Tognazzi

### À la télévision

#### Téléfilms
- 1965 : L'ammiraglio d'Anton Giulio Majano
- 1966 : Lo squarciagola de Luigi Squarzina
- 1971 : Un uomo senza volto de Leonardo Cortese
- 1973 : Maman Colibri d'Anton Giulio Majano

#### Séries télévisées
- 1968 : La donna di quadri de Leonardo Cortese
- 1968 : Istruttoria preliminare de Giacomo Colli
- 1969 : Gioacchino Rossini d'Alda Grimaldi (it)
- 1975 : Ritratto di Signora de Sandro Sequi

## Prix et distinctions notables
- Ruban d'argent de la meilleure actrice dans un second rôle en 1967 pour Ces messieurs dames (Signore e signori).